# Édouard Caspari
Chrétien Édouard Caspari (Sainte-Marie-aux-Mines, 13 de setembro de 1840 – Paris, 18 de março de 1918) foi um engenheiro marítimo e astrônomo francês.
Caspari frequentou a partir de 1860 a École polytechnique. De 1862 a 1902 foi engenheiro da marinha (Ingénieur Hydrographe), que mediu a costa francesa. Escreveu o artigo Uhren na Encyklopädie der mathematischen Wissenschaften. Em 1905 foi presidente da Société astronomique de France.

## Obras
- Cours d'astronomie pratique - application à la géographie et a la navigation, 2 volumes, Gauthier-Villars 1889
- Untersuchungen über Chronometer und nautische Instrumente, Bautzen 1893 (tradução para o alemão de Les Chronomètres de Marine, 1884, Gauthier-Villars, 203 páginas)
- com Charles-Martin Ploix Météorologie nautique, Paris, Imprimerie Nationale 1874